# Animation sans caméra

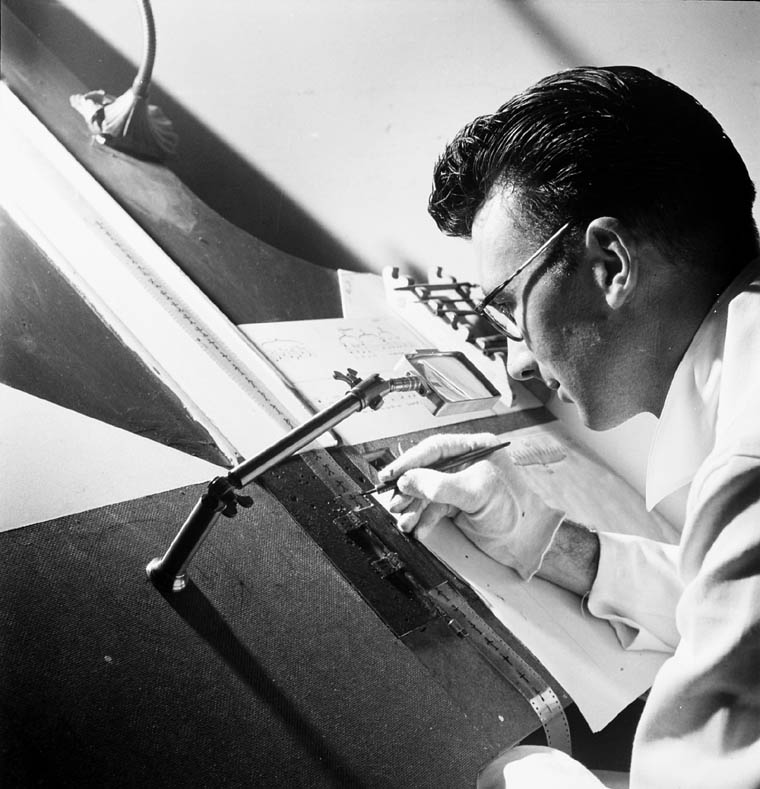
Le Canadien Norman McLaren, traçant ses dessins directement sur toute la longueur d'un support film sans émulsion photosensible, disposé verticalement (1944).

L'animation sans caméra est une animation image par image qui procède par successions de modifications physiques du support pelliculaire d'un film, les effets visuels ainsi créés se combinant à la trame propre du film. Les modifications sont parfois indépendantes des photogrammes et concernent le ruban pelliculaire dans sa longueur, le dispositif de projection restituant ensuite des images indépendantes, morcelant la composition globale.  

## Procédés
Dans le cas d'une image cadrée, il s'agit de reproduire un motif sur chaque photogramme, comme dans le cas des courts-métrages Hen Hop (en) ou Blinkity Blank de Norman McLaren. Ce procédé est proche du dessin animé, et d'ailleurs pourrait être exécuté par l'intermédiaire de papier ou de cellos et d'une prise de vues sur un banc d'animation. En 1906, le comédien américain James Stuart Blackton avait eu l'idée de modifier le mécanisme d'une caméra afin qu'elle puisse prendre un seul photogramme à chaque tour de manivelle. Il avait ainsi réalisé le premier dessin animé sur pellicule photographique, Humorous Phases of Funny Faces. Comme le soulignait l'historien français du cinéma Georges Sadoul, cette technique était alors appelée en France « "mouvement américain". Il était encore inconnu en Europe ». Le témoignage du peintre, sculpteur et réalisateur italien Arnaldo Ginna confirme la méconnaissance en Europe du procédé image par image. « En 1908-1909, affirme Ginna, la caméra pour prises de vues image par image n'existait pas. J'eus l'idée de peindre directement sur la pellicule ». Les expérimentations sur pellicule de ce pionnier sont toutefois aujourd'hui considérées comme perdues.
Dans le cas d'une image non cadrée, il s'agit d'appliquer des textures ou une série de motifs sur de longues bandes de pellicule, ce qui génère des variations abstraites de formes et de couleurs, technique appliquée de nombreuses fois par Norman McLaren (Caprice en couleurs) et sa co-auteure Evelyn Lambart, ou, plus tard, par Pierre Hébert (Histoire verte ).
Mais, si la peinture est appliquée sur un support continu, le support pelliculaire — qui peut être transparent (négatif non exposé mais développé et éventuellement coloré dans la masse) —  représente des formes qui ne seront pas perçues dans leur étendue et leur continuité, car les films ainsi animés sans caméra sont destinés à être projetés image par image par un appareil de projection dont la fenêtre, découpée dans le couloir de projection, détermine une surface utile restreinte de la pellicule, à raison d'une projection de 24 photogrammes par seconde (ou 25). On peut dire que ces photogrammes sont des détails extraits de l'œuvre initiale, et donc, en quelque sorte, un découpage en tranches du dessin linéaire. Le cinéaste et théoricien Pierre Hébert fait remarquer qu'il s'agit de « deux univers techniques radicalement différents. »
La gravure sur pellicule, technique utilisant un film noir ou coloré dans la masse que l'on gratte à l'aide de divers instruments, fait partie de l'animation sans caméra, au même titre que le dessin ou la peinture.

## Histoire

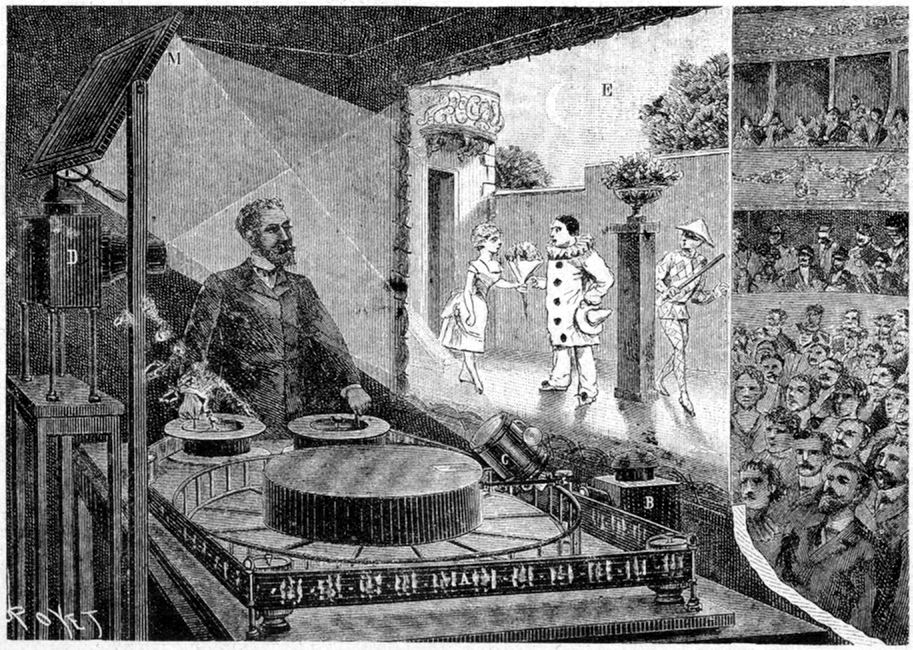
Fonctionnement du théâtre optique (gravure de Louis Poyet).

Les jouets optiques, apparus dès le début du XIXe siècle, sont tous de l'animation sans caméra, puisqu'ils sont tous dessinés à la main sur du papier ou du verre. Mais leur cycle très bref (1 seconde en général) ne permet pas de les classer autrement que dans le précinéma. Leur rotation ne constitue pas un spectacle entier. Les premiers films d'animation sans caméra sont ceux qu'Émile Reynaud présente dès le 28 octobre 1892 dans son Théâtre optique. Son dispositif permet de projeter sur un écran devant un public rassemblé des vignettes dessinées peintes aux couleurs à l'aniline sur une série de carrés de gélatine recouverts de gomme-laque pour les protéger. Ces carrés sont fixés les uns derrière les autres par des cadres ajourés de papier fort (comme les futures diapositives). La bordure de la bande d'un format de 70 mm qu'ils forment ainsi est renforcée par des lamelles métalliques souples protégées par des bandes en tissu permettant de résister aux manipulations des nombreuses projections (en une dizaine d'années dans une unique salle, Reynaud reçoit un demi-million de spectateurs). Ce sont les premières projections sur grand écran du cinéma, avant celles des frères Lumière (décembre 1895). Ce sont aussi les premiers dessins animés du cinéma, selon une technique d'animation sans caméra. Émile Reynaud les appelle des Pantomimes lumineuses. Le public assiste au déroulement d'une histoire complète, projetée par Reynaud en personne, sur un écran installé sur la scène du Cabinet fantastique du Musée Grévin, plongé dans l'obscurité totale, soutenue par une musique originale de Gaston Paulin qui a ainsi composé la première musique de film.

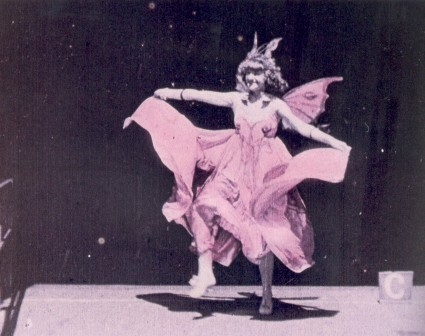
Danse du papillon (Annabelle Moore), version coloriée (1894).

L'animation sans caméra va prendre un essor inattendu, dont les premiers essais sont ceux d'Antonia, l'épouse du premier réalisateur du cinéma, William Kennedy Laurie Dickson. Elle reprend pour certains films d'Edison une technique que les photographes appliquent depuis longtemps, la mise en couleurs des photos noir et blanc, portant au pinceau des encres de couleurs sur des copies de films, déjà exposées et développés, dans une opération de coloriage des personnages et des décors. Pour les films, chaque photogramme est ainsi traité et cette colorisation peut-être animée et changer au cours du film. Ainsi, les voilages virevoltants d'Annabelle Moore passent du jaune à l'orange et de l'orange au mauve et la colorisation des films peut être considérée comme de l'animation sans caméra sur un support photographique déjà existant.
À l'imitation de ces bandes, les maisons de production du monde entier s'équipent pour coloriser industriellement leurs films (version "luxe" par rapport à la version "standard" noir et blanc moins chère). Les grandes sociétés (Edison Studios, Société Lumière, Star Film (Méliès), Gaumont, Pathé), mais aussi de plus petites, dédient des ateliers entiers à la colorisation industrielle qui n'est plus exécutée au pinceau, mais avec des pochoirs découpés suivant la silhouette et le déplacement des personnages. Ainsi, à chaque photogramme correspond un pochoir particulier pour la robe de Madame, la redingote de Monsieur, la fourrure de leur chien, la mer, le ciel, certains objets importants liés à l'action. Les encres de couleur sont appliquées avec une fine brosse, les pochoirs étant répartis dans tout le personnel de l'atelier. Plus tard, chacune des coloristes des dessins animés appliqueront de la même façon une seule couleur particulière à chaque cello. 

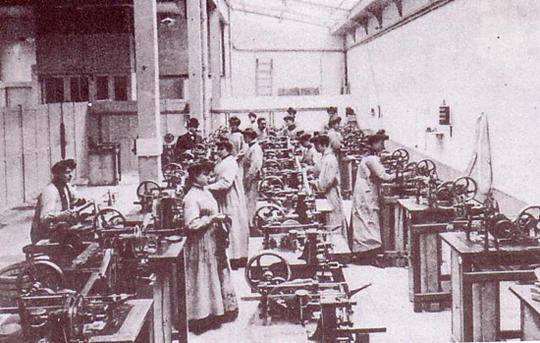
Les « petites mains » au travail chez Pathé en 1906.

Le Néo-zélandais Len Lye mène ses premières expériences de peinture sur pellicule dès 1921. Celles-ci restent toutefois sans suite jusqu'en 1935, lorsqu'il termine A Colour Box pour le General Post Office Film Unit (GPOFU) de Londres. À la même époque, Norman McLaren effectue ses premières explorations de l'animation sans caméra (il coréalise avec Stewart McAllister un court film simplement intitulé Hand-Painted Abstraction) avant de se joindre au GPOFU en 1936 et d'y réaliser son premier film majeur peint sur pellicule, Love on the Wing, en 1937.
L'Américain Harry Smith, proche des cinéastes expérimentaux Jordan Belson, James Withney et John Withney, commence vers 1946 une importante série de films dessinés sur pellicule et présentant des abstractions géométriques.
Vers 1948, l'artiste canadien et professeur d'architecture à l'Université McGill Gordon Webber réalise un court film abstrait dessiné sur pellicule. Longtemps considéré disparu, ce film a été retrouvé en 2010 par l'historien Sébastien Hudon et restauré par la Cinémathèque québécoise. Ce film sans titre, réalisé après que Norman McLaren lui eut enseigné les rudiments de la technique, est toutefois demeuré sans suite dans la carrière de Webber. L'influence de McLaren explique sans doute la forte concentration de cinéastes canadiens utilisant l'animation sans caméra, de Pierre Hébert (à partir de 1962) à Steven Woloshen (dès 1982), en passant par Richard Reeves, Karl Lemieux, Alexandre Roy et Guillaume Vallée.
En France, Albert Pierru s'inspire du travail de Norman McLaren et réalise, entre 1951 et 1957, une série de films sans caméra au carrefour du jazz et du cinéma. Plus tard, le directeur de la photographie et cinéaste Jean-Louis Bompoint bénéficie lui aussi des conseils de McLaren, avec qui il entretient une correspondance alors qu'il n'est encore qu'un adolescent. Il signe ainsi plusieurs films gravés et dessinés directement sur la pellicule: Petite folie (1980, mis en musique en 2016 par Jean-Michel Bernard), Mop-Mop (1986, mis en musique par Michel Gondry) et Bleu blanc rouge (1989), etc.

## Expérimentations singulières
En 1963, le cinéaste expérimental américain Stan Brakhage a l'idée de coller des cadavres d'insectes et des végétaux entre deux bandes de pellicule transparente. Il en résulte l'un de ses films les plus célèbres, Mothlight.
En 2019, à la suite d'une commande du Festival international du film d'animation d'Annecy, Steven Woloshen réalise un court film, destiné à être projeté en synchronisme avec l'interprétation en direct, à l'orgue de Barbarie, de la pièce Three to Get Ready de Dave Brubeck. Ce film donnera plus tard lieu à une version avec bande sonore intitulée Organic.

## Principaux cinéastes ayant utilisé l'animation sans caméra
- Émile Reynaud, découvreur de cette technique (1888, première projection : 1892)
- Jean-Louis Bompoint
- Stan Brakhage
- Devon DaMonte
- Bastien Dupriez
- Arnaldo Ginna
- Pierre Hébert
- Gina Kamentsky
- Len Lye
- Norman McLaren
- Barbel Neubauer
- Albert Pierru
- Richard Reeves
- Harry Smith
- Robert Swarthe
- Steven Woloshen